# Rutkowski Glacier
Rutkowski Glacier är en glaciär i Antarktis. Den ligger i Östantarktis. Nya Zeeland gör anspråk på området. Rutkowski Glacier ligger 1 919 meter över havet.
Terrängen runt Rutkowski Glacier är varierad. Trakten är obefolkad. Det finns inga samhällen i närheten.